# ارادتمند شما عزرائیل
ارادتمند شما عزرائیل فیلمی به کارگردانی و نویسندگی منوچهر قاسمی ساختهٔ سال ۱۳۴۹ است.

## بازیگران
- آذر شیوا
- عبداله بوتیمار
- هوشنگ منظوری
- اسداله یکتا
- فرهاد حمیدی
- حمیده خیرآبادی
- کنعان کیانی